# Biskupin

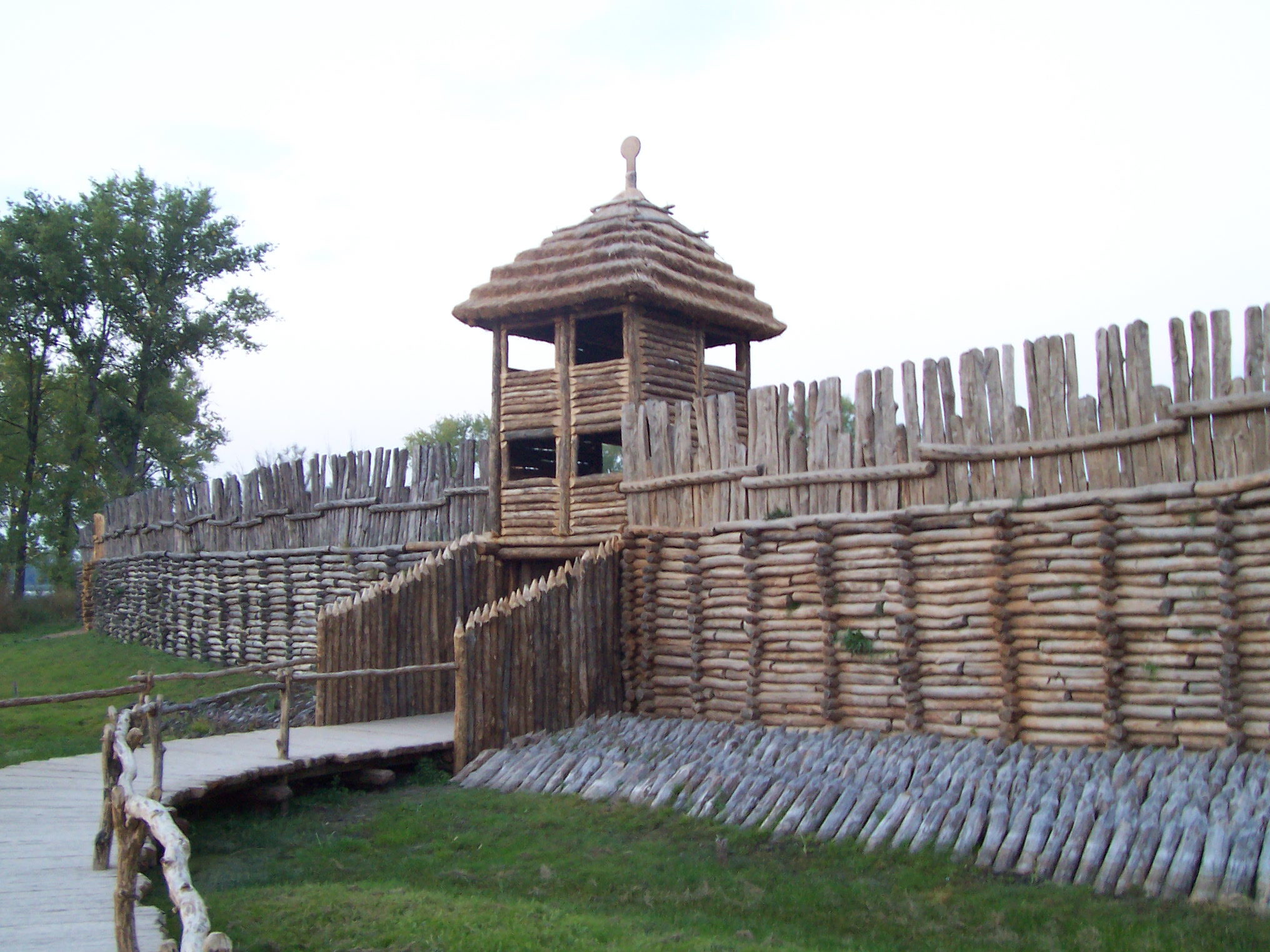
Del av rekonstruerad vall.

Biskupin är en ort i västra Polen, cirka 9 kilometer väster om Żnin.
Platsen är främst känd för de arkeologiska lämningarna efter en by som påträffats i ortens närhet, daterade till perioden 700-400 f. Kr. Byn har varit placerad på en udde i en mindre sjö, har inåt land varit befästad med en kraftig vallgrav och mot sjösidan omgetts av en försvarsvall av sten och lera med ytterbeklädnad av upprättstående stockar. Sedan halva byn hade grävts ut hade 76 husgrunder påträffats. Bostäderna har varit sammanbygda i parallella rader med upp till 13 hus i varje. De har alla exakt samma mått, 8 x 8 meter och samma rumsindelning. De består av två rum, dels en förstuga som även fungerat som stall och en inre storstuga med eldstad i mitten, bred sovbrits på västsidan och en varptyngd väv vid norra sidan. Byggnaderna har uppförts i stolpteknik. Järnföremål har varit rikligt förekommande på boplatsen.